# Zrikavci
Zrikavci ili šturci (latinski: Gryllidae) su kukci iz natporodice Grylloidea u redu Orthoptera (ravnokrilaca) kojima su livade glavno stanište. Poput skakavaca imaju dvije duge noge za skakanje, pa su često s njima i brkani. Tijelo imaju donekle spljošteno, a imaju i duga ticala (antene). 
Ime su dobili po karakterističnom glasanju, zrikanju, kojim se mužjaci udvaraju ženkama, a proizvode je stridulacijom. Pare se u kasno ljeto a jaja liježu u jesen.
Zrikavci su omnivorni lešinari kao i cvrčci a svojim relativno čvrstim čeljustima hrane se organskim raspadajućim materijalom, a u slučaju da nedostaje hrane jedu i uginula tijela svoje vlastite vrste.
Dijele se na brojne vrste.

## Rodovi
Abaxitrella, Abmisha, Absonemobius, Acanthogryllus, Acanthoplistus, Acantoluzarida, Acheta, Aclella, Acophogryllus, Acroneuroptila, Acrophonus, Adelosgryllus, Adenophallusia, Adenopterus, Afrotruljalia, Agnotecous, Agryllus, Ahldreva, Ajorama, Alexandrina, Allochrates, Allogryllus, Allonemobius, Allotrella, Amanayara, Amblyrhethus, Amonemobius, Amphiacusta, Amusina, Amusodes, Amusurgus, Anacusta, Anacyrtoxipha, Anaudus, Anaxipha, Anaxiphomorpha, Anele, Anendacusta, Angolagryllus, Anisotrypus, Anophtalmotes, Antillicharis, Antilliclodes, Anurogryllus, Apedina, Apentacentrus, Aphasius, Aphemogryllus, Aphonoides, Aphonomorphus, Apiotarsoides, Apiotarsus, Apteracla, Apterocryncus, Apterogryllus, Apteronemobius, Apterosvercus, Aracamby, Arachnomimus, Arachnopsita, Argizala, Arilpa, Aritella, Aspidogryllus, Astrupia, Atrella, Atruljalia, Avdrenia, Benoistella, Beybienkoana, Bobilla, Bofana, Brachytrupes, Brasilodontus, Brevimunda, Brevizacla, Bullita, Burrianus, Caconemobius, Cacoplistes, Cacruzia, Callogryllus, Calperum, Calscirtus, Caltathra, Cantrallia, Capillogryllus, Cardiodactylus, Carylla, Cephalogryllus, Ceyloria, Changiola, Chremon, Clearidas, Coiblemmus, Comidoblemmus, Conatrullus, Conoblemmus, Conogryllus, Cophella, Cophogryllus, Copholandrevus, Cophonemobius, Cophoscottia, Cophus, Corixogryllus, Cranistus, Creolandreva, Crockeriola, Crynculus, Cryncus, Cylindrogryllus, Cyrtoprosopus, Cyrtoxipha, Cyrtoxiphoides, Daintria, Damaracheta, Dambachia, Deinutona, Depressogryllus, Depressotrella, Dianemobius, Diatrypa, Dictyonemobius, Dinomunda, Discoptila, Discotathra, Dolichogryllus, Dolichoxipha, Dongwana, Doposia, Doroshenkoa, Drelanvus, Duolandrevus, Dyscophogryllus, Ectecous, Ectodrelanva, Ectotrypa, Ecuazarida, Eidmanacris, Electrogryllus, Eleva, Endacusta, Endecous, Endodrelanva, Endolandrevus, Endophallusia, Endotaria, Eneoptera, Eneopteroides, Escondacla, Estrellina, Euaphonus, Eugryllina, Eugryllodes, Eumadasumma, Eunemobius, Eupodoscirtus, Eurepa, Eurepella, Eurygryllodes, Euscyrtodes, Euscyrtus, Exomunda, Falcicula, Fijina, Fijixipha, Fryerius, Furcimunda, Furcitrella, Ganoblemmus, Geogryllus, Gialaia, Ginidra, Glandulosa, Goniogryllus, Gorochovius, Gryllaphonus, Gryllapterus, Grylliscus, Gryllita, Gryllodeicus, Grylloderes, Gryllodes, Gryllodinus, Gryllomimus, Gryllomorpha, Gryllopsis, Gryllosoma, Gryllus, Guabamima, Gymnogryllus, Hapithoides, Hapithus, Hebardinella, Hemicophus, Hemigryllus, Hemilandreva, Hemiphonoides, Hemiphonus, Hemitrella, Hemitruljalia, Hemitrullus, Heterecous, Heterogryllus, Heterotrypus, Hirpinus, Hispanogryllus, Holoblemmus, Homalogryllus, Homalotrypus, Homoeogryllus, Homoeoxipha, Homonemobius, Howeta, Hydropedeticus, Hygronemobius, Hymenoptila, Idiotrella, Ignambina, Indotrella, Insulascirtus, Ionemobius, Itara, Itaropsis, Itarotathra, Izecksohniella, Jabulania, Jarawasia, Jareta, Jarmilaxipha, Joadis, Kadavuxipha, Kameruloria, Kazuemba, Kempiola, Kerinciola, Kevanacla, Kilimagryllus, Knyella, Koghiella, Koilenoma, Kotama, Kumalorina, Kurtguentheria, Landreva, Laranda, Larandeicus, Larandopsis, Lasiogryllus, Laupala, Laurellia, Laurepa, Lebinthus, Lepidogryllus, Leptogryllus, Leptonemobius, Leptopedetes, Leptopsis, Lerneca, Lernecella, Lernecopsis, Levuxipha, Ligypterus, Lissotrachelus, Lobeda, Longizacla, Longuripes, Loretana, Loxoblemmus, Luzara, Luzarida, Luzaridella, Luzaropsis, Luzonogryllus, Macroanaxipha, Macrogryllus, Madasumma, Malgasotrella, Maluagryllus, Margarettia, Marinemobius, Marliella, Mashiyana, Matuanus, Mayagryllus, Mayumbella, Megalamusus, Megalogryllus, Melanogryllus, Melanotes, Meloimorpha, Menonia, Meristoblemmus, Merrinella, Metioche, Metiochodes, Mexiacla, Microlandreva, Microlerneca, Micronemobius, Mikluchomaklaia, Mimicogryllus, Minutixipha, Miogryllodes, Miogryllus, Mistshenkoana, Mitius, Mjobergella, Mnesibulus, Modicogryllus, Modicoides, Mombasina, Monopteropsis, Munda, Myara, Myrmegryllus, Nambungia, Nanixipha, Narellina, Natalogryllus, Natula, Nausorixipha, Nemobiodes, Nemobiopsis, Nemobius, Nemoricantor, Neoacla, Neogryllodes, Neogryllopsis, Neometrypus, Neomorpha, Neonemobius, Neoxabea, Neozvenella, Nesitathra, Nessa, Ngamarlanguia, Nigrothema, Nimbagryllus, Niquirana, Nisitrus, Noctitrella, Noctivox, Notosciobia, Oaxacla, Ochraperites, Odontogryllodes, Odontogryllus, Oecanthodes, Oecanthus, Oediblemmus, Oligachaeta, Ombrotrella, Omogryllus, Oreolandreva, Orintia, Orocharis, Orochirus, Orthoxiphus, Otteana, Ottedana, Ovaliptila, Pachyaphonus, Palpigera, Pangrangiola, Paniella, Papava, Paputona, Paracophella, Paracophus, Paragryllodes, Paragryllus, Paralandrevus, Paraloxoblemmus, Parametrypa, Paranaudus, Paranemobius, Paranisitra, Paranurogryllus, Parapentacentrus, Paraphasius, Paraphonus, Parasciobia, Parasongella, Paratrigonidium, Parendacustes, Paroecanthus, Patiscodes, Patiscus, Pendleburyella, Pentacentrodes, Pentacentrus, Peru, Petaloptila, Phaeogryllus, Phaeophilacris, Phalangacris, Phalangopsina, Phalangopsis, Phaloria, Philippopsis, Phonarellus, Phoremia, Phyllogryllus, Phyllopalpus, Phylloscyrtus, Phyllotrella, Picinguaba, Pictonemobius, Pictorina, Plebeiogryllus, Podogryllus, Podoscirtodes, Podoscirtus, Poliogryllus, Polionemobius, Poliotrella, Ponca, Posus, Prodiatrypa, Prognathogryllus, Prolandreva, Prolaupala, Prolonguripes, Prosecogryllus, Prosthacusta, Prosthama, Protathra, Protomunda, Proturana, Prozvenella, Pseudendacusta, Pseudolebinthus, Pseudomadasumma, Pseudotrigonidium, Pseudotruljalia, Pseudounka, Pteronemobius, Pteroplistes, Qingryllus, Regoza, Rehniella, Repapa, Rhabdotogryllus, Rhicnogryllus, Riatina, Rubrogryllus, Rufocephalus, Rumea, Rupilius, Sabelo, Salmanites, Saopauloa, Savuxipha, Scapsipedoides, Scapsipedus, Scepastus, Schizotrypus, Sciobia, Sclerogryllus, Scottiola, Selvacla, Selvagryllus, Seychellesia, Sigagryllus, Sigeva, Silvastella, Silvinella, Sipho, Smicrotes, Solepa, Songella, Sonotrella, Specnia, Speonemobius, Sphecogryllus, Spinogryllus, Spinotrella, Squamigryllus, Stenaphonus, Stenoecanthus, Stenogryllus, Stenonemobius, Stenotrella, Stephoblemmus, Stilbogryllus, Strinatia, Strogulomorpha, Strophiola, Subtiloria, Sudanicus, Sumatloria, Sutepia, Svercacheta, Svercoides, Svercus, Svistella, Swezwilderia, Symphyloxiphus, Taciturna, Tafalisca, Tahitina, Tahitinemobius, Tairona, Taiwanemobius, Tamborina, Tarbinskiellus, Tartarogryllus, Tathra, Tavukixipha, Teleogryllus, Tembelingiola, Territirritia, Thaumatogryllus, Thetella, Thiernogryllus, Tincanita, Tohila, Tozeria, Tramlapiola, Trelleora, Trellius, Tremellia, Trigonidium, Trigonidomimus, Truljalia, Trullus, Tugainus, Tumpalia, Turana, Turanogryllus, Tympanogryllus, Ultratrella, Uluguria, Umbulgaria, Unithema, Unka, Uvaroviella, Valchica, Valiatrella, Vanuaxipha, Vanzoliniella, Varitrella, Vasilia, Veisarixipha, Velapia, Velarifictorus, Vescelia, Vietacheta, Viphyus, Vitixipha, Vudaxipha, Walkerana, Xabea, Xenogryllus, Yoyuteris, Zacla, Zaclotathra, Zamunda, Zaora, Zarceomorpha, Zarceus, Zucchiella, Zvenella, Zvenellomorpha.